# .ss
ss. هو امتداد خاص بالعناوين الإلكترونية (نطاق) للمواقع التي تنتمي إلى جنوب السودان.